# أنتونين ميكالا
أنتونين ميكالا هو مبارز بالسيف تشيكوسلوفاكي، مثّل بلاده في الألعاب الأولمبية الصيفية 1920.

## روابط خارجية
أنتونين ميكالا على موقع أوليمبيديا (الإنجليزية)
- أنتونين ميكالا على موقع اللجنة الأولمبية التشيكية (التشيكية)